# Witkuifbreedbektiran
De witkuifbreedbektiran (Platyrinchus platyrhynchos) is een zangvogel uit de familie Tyrannidae (tirannen).

## Verspreiding en leefgebied
Deze soort komt voor in het Amazonegebied en telt vier ondersoorten:
- P. p. platyrhynchos: van oostelijk Colombia via de Guyana's tot noordelijk Brazilië.
- P. p. senex: oostelijk Ecuador, oostelijk Peru, noordelijk Bolivia en uiterst westelijk Brazilië.
- P. p. nattereri: amazonisch zuidelijk-centraal Brazilië.
- P. p. amazonicus: amazonisch oostelijk Brazilië.

## Status
De grootte van de populatie is niet gekwantificeerd maar de soort wordt omschreven als schaars en met een versnipperde verspreiding. Op de Rode lijst van de IUCN heeft deze soort de status niet bedreigd.